# Щитоспинки
Щитоспинки (лат. Lepidobatrachus) — род бесхвостых земноводных из семейства Ceratophryidae. Распространены в Аргентине, Боливии, Бразилии и Парагвае. 

## Классификация
На февраль 2023 года в род включают 3 вида:
- Lepidobatrachus asper Budgett, 1899 — Хищная щитоспинка[1]
- Lepidobatrachus laevis Budgett, 1899 — Злая щитоспинка
- Lepidobatrachus llanensis Reig & Cei, 1963 — Коконная щитоспинка